# Batería de silicio-aire
Una batería de silicio-aire es una nueva batería de la tecnología inventada por un equipo dirigido por el Prof. Ein-Eli en el Grand Technion Energy Program del Technion – Israel Institute of Technology.
Las baterías de silicio-aire se crean a partir de oxígeno y silicio. Estas baterías podrían ser ligeras y tienen una alta tolerancia tanto a condiciones extremadamente secas, como a la alta humedad y proporcionarían un ahorro significativo en el coste y el peso debido a que el cátodo integrado de las pilas convencionales no se encuentra presente en las baterías de aire silicio.
Las células experimentales descritas en la revista Electroquímica de Comunicaciones utilizan un líquido iónico a temperatura ambiente como electrolito, que produce entre 1 y 1,2 voltios a una densidad de corriente de 0,3 miliamperios por centímetro cuadrado de silicio.